# ایسیگاو
ایسیگاو (به آلمانی: Issigau) یک شهر در آلمان است که در بایرن واقع شده‌است.

## خصوصیات
ایسیگاو ۱۸٫۶۹ کیلومترمربع مساحت دارد ۵۲۴ متر بالاتر از سطح دریا واقع شده‌است.